# Таш-Асти
Таш-Асти́ (рос. Таш-Асты, башк. Ташаҫты) — присілок у складі Гафурійського району Башкортостану, Росія. Входить до складу Імендяшевської сільської ради.
Населення — 123 особи (2010; 142 в 2002).
Національний склад:
- башкири — 100%